# Kuno von Westarp
Kuno von Westarp (Ludom, 1864. augusztus 12. – Berlin, 1945. július 30.) német gróf és vezető konzervatív politikus volt az első világháború során.

## Élete
Kuno von Westarp 1864. augusztus 12-én született Ludomban Victor von Westarp gróf és Eleanore von Oven gyermekeként. 1893. június 1-jén összeházasodott Ada von Pfeil und Klein-Ellguth grófnővel. Két gyermekük született. Gertraude 1894-ben, Aldegunde pedig 1895-ben.
Elkötelezett jobboldali politikusként egyre ismertebb lett és 1914 augusztusában, az első világháború kitörésekor már vezető konzervatív politikussá lépett elő. Határozottan ellenezte Theobald von Bethmann-Hollweg kancellár politikáját, akit túlságosan liberálisnak tartott.
Westarp rendíthetetlenül hitt a Német Birodalom területi terjeszkedést előirányzó politikájában és a korlátlan tengeralattjáró-háború szükségességében. Max Bauerrel együtt döntő szerepet játszott a kancellár bukásának előkészítésében, amelyre 1917 júliusában, a Reichstagban a békekötés körüli viták során került sor. 1945. július 30-án hunyt el Berlinben.